# Cabra de Mora
Cabra de Mora település Spanyolországban, Teruel tartományban. Cabra de Mora Alcalá de la Selva községgel határos. Lakosainak száma 66 fő (2024).

## Népesség
A település népessége az utóbbi években az alábbiak szerint változott:
| Lakosok száma | 110  | 119  | 122  | 89   | 79   | 70   | 64   | 54   | 69   | 66   |
|               | 2001 | 2004 | 2007 | 2009 | 2012 | 2014 | 2017 | 2019 | 2022 | 2024 |